# Odontolabis latipennis latipennis
Odontolabis latipennis latipennis es una subespecie de coleóptero de la familia Lucanidae.

## Distribución geográfica
Habita en Malaya y Sumatra (Indonesia).